# Лунно общество
Лунното общество (на английски: Lunar Society of Birmingham) е неформална сбирка според представителите си – видни британски дейци на Просвещението, сред които индустриалци, философи и интелектуалци, които провеждат сбирките си в Бирмингам, Англия между 1760 и 1813 гг.
Първото име на обществото е Лунен кръг (на английски: Lunar Circle), което е в сила до 1775 г. Името според легендата възниква, защото компанията се събира при пълнолуние и при липса на улично осветление (т.е. допълнителна светлина), по пълнолуние се връща у дома след вечеря по-лесно и безопасно. Членовете на обществото шеговито се наричали „лунартици“, което е игра на думи с лунатици.
За период от около 50 години Лунното общество преминава през няколко етапа на развитие, но винаги си остава неформално обединение. Устав, протоколи от заседания, публикации и списъци на членовете на обществото не са запазени, както и доказателства за това, което се е случвало в обществото. Данни за това се намират само в кореспонденцията и дневниците на хората, взели участие в сбирките на обществото.  Ето защо историците не постигнат консенсус каква е истината за неформалното сдружение, като някои дори се съмняват, че е имало такова нещо.
Годината на учредяване на обществото варира от 1760 до 1775, като някои са на мнение, че обществото прекратява събиранията си още през 1791 г., т.е. със свикването на ново народно събрание във Франция, което да приеме нов ред на мястото на стария след началото на Великата френска революция.